# Peste brune
Pour les articles homonymes, voir Peste (homonymie).

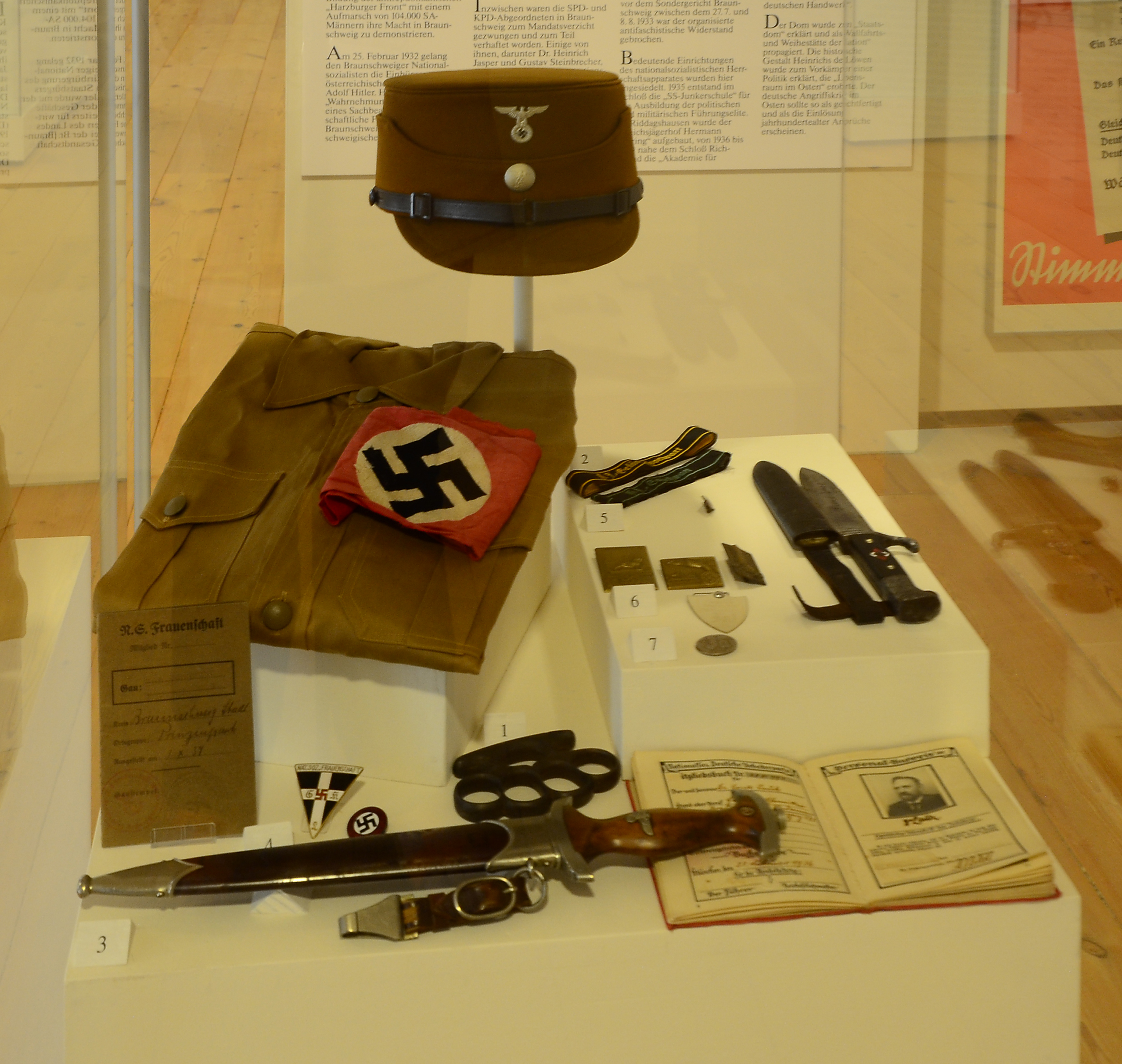
Un uniforme brun de SA au musée régional du Brunswick.

La peste brune est un surnom donné au nazisme par analogie à la couleur brune des chemises des SA, une organisation paramilitaire du parti nazi. Cette expression compare le nazisme à une maladie contagieuse et infectieuse, la peste.
Par extension, on l'utilise parfois pour désigner d'autres mouvements politiques extrêmes comme le néo-nazisme ou le fascisme contemporain. Il sert alors à qualifier le phénomène dynamique de l'expansion des courants d'extrême droite à travers le monde.

## Histoire
La première utilisation de cette expression serait due à Romain Rolland en réaction à l'incendie du Reichstag du 27 février 1933. Ainsi le 28 février, dans une lettre à Stefan Zweig, il s'exclame : « Comment ces malheureux social-démocrates et communistes ont-ils pu être assez dénués d'intelligence politique pour attendre à la dernière minute pour se soulever contre la peste brune ! C'est accablant. » Puis dans un manifeste daté du 2 mars, et publié le 15 mars dans la revue Europe, il écrit : « La peste brune a dépassé, du premier coup, la peste noire », la peste noire faisant référence au fascisme italien et à ses « chemises noires ».
Quelques mois plus tard, Daniel Guérin reprend cette expression pour intituler sa série de reportages La Peste brune a passé par là, publiée dans Le Populaire à partir du 25 juin 1933, et republiée en volume en septembre. Il y fait le récit de son tour de l'Allemagne nazie à bicyclette, comparant la situation avec celle qu'il avait rencontrée en parcourant le pays à pied en 1932, avant la prise de pouvoir d'Hitler.

## Utilisations de l'expression
En 2012, dans Peste et Choléra, une biographie romancée du bactériologue Alexandre Yersin, découvreur du bacille de la peste, l'auteur Patrick Deville utilise largement la peste comme une allégorie pour évoquer la « peste brune », la montée des fascismes en Europe.
Le 25 novembre 2018, le ministre français de l'Action et des Comptes publics, Gérald Darmanin, s'est attiré les foudres des responsables politiques d'opposition pour ses propos qualifiant certains Gilets jaunes de « peste brune ».

## Sens médical
C'est également le nom donné à une forme de pneumonie contractée à partir de la respiration d'un air saturé en terre fertile (cf. les tempêtes de poussière aux États-Unis).